# 台湾缩叶藓
台湾缩叶藓（学名：Ptychomitrium formosicum）为缩叶藓科缩叶藓属下的一个种。